# Crucea de piatră
Crucea de piatră a fost un bordel celebru din București, în perioada interbelică.
După victoria din 1595 a lui Mihai Viteazul asupra turcilor la Călugăreni, în anul 1688 a fost ridicată o cruce monumentală, din piatră, care să amintească de evenimentul istoric. Lângă această cruce s-a format în timp o așezare rurală, al cărei nume a fost inspirat de monumentul din apropiere - Crucea de piatră. 